# Harper County (Kansas)
Harper County is een county in de Amerikaanse staat Kansas.
De county heeft een landoppervlakte van 2.076 km² en telt 6.536 inwoners (volkstelling 2000). De hoofdplaats is Anthony.